# 57471 Mariemarsina
57471 Mariemarsina è un asteroide della fascia principale. Scoperto nel 2001, presenta un'orbita caratterizzata da un semiasse maggiore pari a 3,0858005 UA e da un'eccentricità di 0,1626674, inclinata di 6,30425° rispetto all'eclittica.